# نهائي بطولة الأندية الآسيوية 1970
نهائي بطولة الأندية الآسيوية 1970(دوري أبطال آسيا حالياً) هي مباراة كرة قدم لعبت بين نادي استقلال طهران ونادي هبوعيل تل أبيب وإنتهت المباراة بفوز استقلال طهران بنتيجة 2–1. ليتوّج استقلال طهران بطلاً لبطولة الأندية الآسيوية.

## تفاصيل المباراة
| استقلال طهران                     | 2 – 1 | هبوعيل تل أبيب    |
| --------------------------------- | ----- | ----------------- |
| غلام وفاخواه 83' · مسعود ميني 92' |       | 69' يهيزكيل هازوم |

## وصلات خارجية
- بطولة الأندية الآسيوية 1970 على RSSSF.com